# Conrad Ansorge
Conrad Eduard Reinhold Ansorge (Buchwald, Silèsia, 15 d'octubre de 1862 – Berlín, 13 de febrer de 1930) fou un pianista i compositor alemany.
Feu els estudis al Conservatori de Leipzig, perfeccionant-los a París amb Alfred Quidant i Liszt el 1885-86. Durant diversos anys actuà als Estats Units com a concertista, tornant a Alemanya el 1895 i establint-se a Berlín com a professor de piano del Conservatori de Scahrwenka càrrec que desenvolupà fins al 1903 i on tingué entre altres alumnes l'argentí Ernesto Drangosch, o els alemanys Eta Harich-Schneider, Eduard Erdmann, James Simon. Ocupà un dels primers llocs entre els concertistes de la seva època, no havent sigut cap obstacle les seves activitats de virtuós per assolir anomenada com a compositor.
Les seves principals produccions són:
- un Rèquiem, per veus d'home, amb acompanyament d'orquestra;
- tres Sonates, i diverses peces per a piano;
- diverses obres per a orquestra;
- dos Quartets per a instruments d'arc;
- i una col·lecció d'inspirats lieder.